# Walter de Dunstanville († 1270)

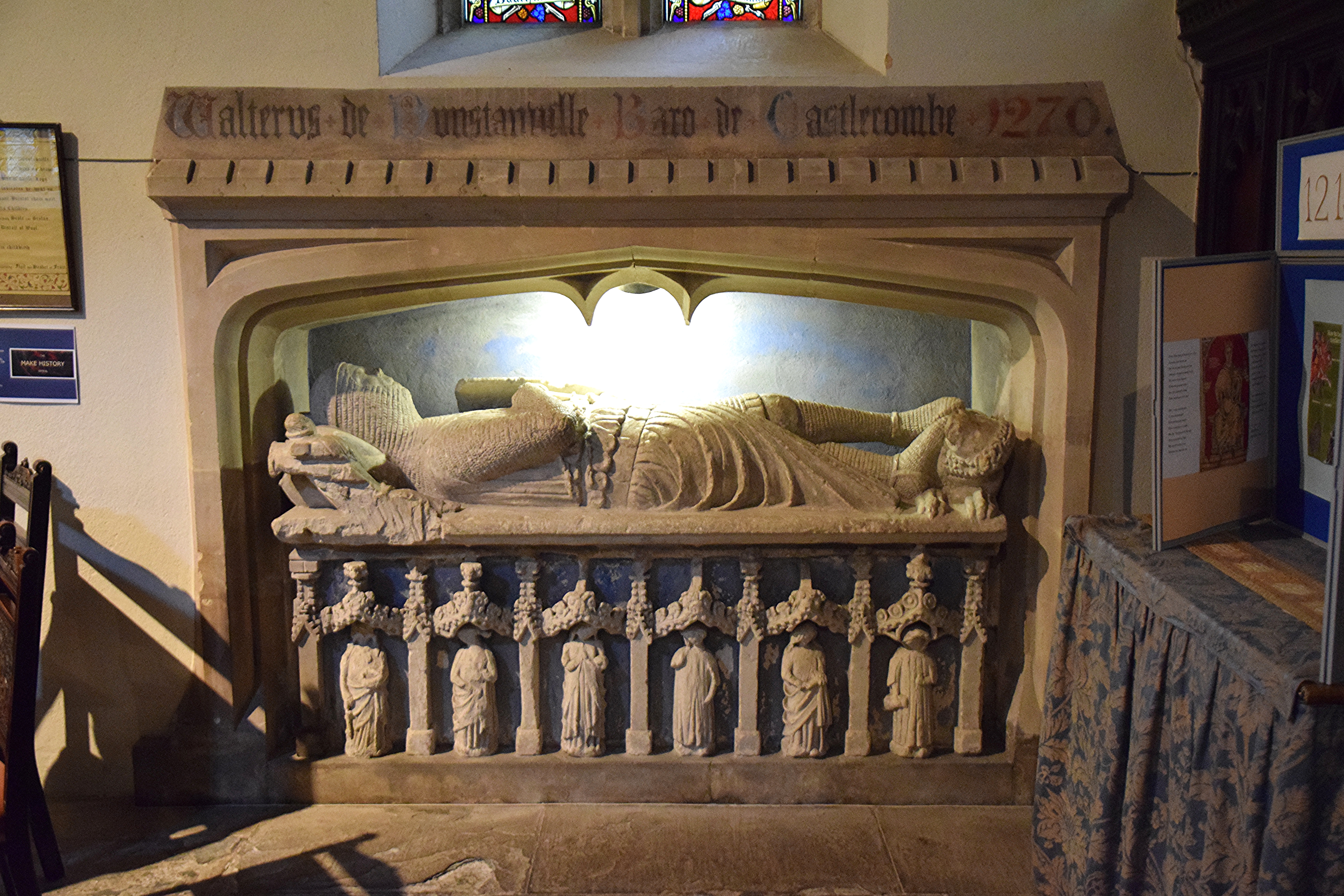
Grabdenkmal von Walter de Dunstanville in der Kirche von Castle Combe

Sir Walter de Dunstanville (auch Walter III de Dunstanville) (* nach 1212; † 14. Januar 1270) war ein englischer Ritter.

## Leben
Walter de Dunstanville entstammte der anglonormannischen Familie Dunstanville. Er war ein Sohn seines gleichnamigen Vaters Walter de Dunstanville II und von dessen Frau Petronilla Fitzalan. Nach dem Tod seines Vaters 1241 erbte er dessen Güter in Wiltshire, von seiner Mutter erbte er Isleham in Cambridgeshire. 1242 nahm er am erfolglosen Feldzug von König Heinrich III. in die Gascogne teil, dazu nahm er in den 1240er und 1250er Jahren an den Kriegen gegen Wales teil. Während des Zweiten Kriegs der Barone unterstützte er Heinrich III., doch in der Schlacht von Lewes 1264 flüchtete er vom Schlachtfeld. Der König begnadigte ihn später und ernannte ihn im Mai 1265 zum Constable von Salisbury Castle.
Zugunsten des Zisterzienserklosters Stanley Abbey in Wiltshire machte er mehrere Schenkungen. Er wurde in der St Andrew’s Church in Castle Combe in Wiltshire beigesetzt, wo sein prächtiges Grabdenkmal erhalten ist.

## Familie und Nachkommen
Walter hatte mindestens zwei Kinder:
- Walter de Dunstanville († 1246)
- Petronilla de Dunstanville (1248–um 1292)

1. ⚭ Robert de Montfort († 1274)
2. ⚭ John de la Mare († 1313)

Walter überlebte seinen Sohn, und mit ihm starb die Familie Dunstanville in männlicher Linie aus. Seine Erbin wurde seine Tochter Petronilla, die den Besitz an William de Montfort, ihren Sohn aus ihrer ersten Ehe vererbte. Dieser verkaufte den Großteil des Dunstanville-Erbes.